# Non ci sono più gli uomini di una volta
...non ci sono + gli uomini di una volta è un album della cantante Naïf Hérin, pubblicato nel 2004 dalla casa discografica TdE ProductionZ.

## Tracce
1. Pioggia d'aprile - 2.55 - (Hérin)
2. W.B.F.T.N. - 1.37 - (Hérin, Marchetti)
3. Controversia - 3.16 - (Hérin, Marchetti, Riva)
4. Isabel - 3.19 - (Hérin)
5. Apocalypsis - 5.06 - (Hérin)
6. Musiqa - 5.48 - (Hérin, Riva)
7. Profumo di rose - 3.07 - (Hérin)
8. TikTak - 4.58 - (Hérin)
9. Tribù - 6.20 - (Hérin)
10. Ra - 3.52 - (Hérin, Riva, Marchetti)